# 판타지 베이스볼
판타지 베이스볼(Fantasy Baseball)은 야구 게임의 일종이다. 실제 프로 야구 선수를 일정한 규칙 아래에 편성하여 가상 자신의 팀을 만들고 실제 야구 경기를 하여 그 선수 성적을 포인트화하여 종합 점수 등을 경쟁하는 시뮬레이션 게임이다. 1980년대에 미국에서 본격적으로 확산되었다.

## 개요
초창기에는 종이와 연필과 계산기에 의한 놀이로 일부 야구 팬들 사이에서 취미로 퍼져 갔다가, 1990년대 후반 인터넷이 대중화 되면서 인기가 많아졌다. MLB (메이저) 버전의 판타지 베이스볼은 미국에서 연간 약 400만명이 참가하고있는 것으로 알려져있다. Yahoo!를 비롯한 인터넷에서 팀 등록, 대전을 실시하는 곳도 늘고 있다.